# Censos en Egipto
Los censos en Egipto se refiere a los censos de población que se han realizado en Egipto a lo largo de su historia desde 1882.

## Historia

### Estimaciones de población
Para cuando las tropas francesas de Napoleón Bonaparte invadieron Egipto en el año 1798, las estimaciones indican que para esa época existía alrededor de 3 millones de personas viviendo en lo que hoy es actualmente el territorio egipcio.
El año 1848, se levantó un conteo de población que estimaba una población de 4 480 000 habitantes viviviendo en Egipto.

### Censos de población
Durante los últimos 135 años, Egipto ha logrado realizar alrededor de 14 censos oficiales de población, siendo el primero en el año 1882 y el último en 2017.
| Censos de Población realizados oficialmente en Egipto desde el año 1882 | Censos de Población realizados oficialmente en Egipto desde el año 1882 | Censos de Población realizados oficialmente en Egipto desde el año 1882 | Censos de Población realizados oficialmente en Egipto desde el año 1882 | Censos de Población realizados oficialmente en Egipto desde el año 1882 | Censos de Población realizados oficialmente en Egipto desde el año 1882 | Censos de Población realizados oficialmente en Egipto desde el año 1882 |
| N.º                                                                     | Año                                                                     | Habitantes                                                              | Censo                                                                   | Censo Realizado Durante el                                              | Foto                                                                    |                                                                         |
| ----------------------------------------------------------------------- | ----------------------------------------------------------------------- | ----------------------------------------------------------------------- | ----------------------------------------------------------------------- | ----------------------------------------------------------------------- | ----------------------------------------------------------------------- | ----------------------------------------------------------------------- |
| 1°                                                                      | 1882                                                                    | 6 712 000                                                               | Censo egipcio de 1882                                                   | Reinado del Jedive Tewfik Pasha (1879-1892)                             |                                                                         |                                                                         |
| 2°                                                                      | 1897                                                                    | 9 669 000                                                               | Censo egipcio de 1897                                                   | Reinado del Jedive Abbas II Hilmi (1892-1914)                           |                                                                         |                                                                         |
| 3°                                                                      | 1907                                                                    | 11 190 000                                                              | Censo egipcio de 1907                                                   | Reinado del Jedive Abbas II Hilmi (1892-1914)                           |                                                                         |                                                                         |
| 4°                                                                      | 1917                                                                    | 12 718 000                                                              | Censo egipcio de 1917                                                   | Reinado del Sultán Fuad I (1917-1936)                                   |                                                                         |                                                                         |
| 5°                                                                      | 1927                                                                    | 14 178 000                                                              | Censo egipcio de 1927                                                   | Reinado del Sultán Fuad I (1917-1936)                                   |                                                                         |                                                                         |
| 6°                                                                      | 1937                                                                    | 15 921 000                                                              | Censo egipcio de 1937                                                   | Reinado del Sultán Faruq (1936-1952)                                    |                                                                         |                                                                         |
| 7°                                                                      | 1947                                                                    | 18 967 000                                                              | Censo egipcio de 1947                                                   | Reinado del Sultán Faruq I (1936-1952)                                  |                                                                         |                                                                         |
| 8°                                                                      | 1960                                                                    | 26 085 000                                                              | Censo egipcio de 1960                                                   | Gobierno del presidente Gamal Abdel Nasser (1954-1970)                  |                                                                         |                                                                         |
| 9°                                                                      | 1966                                                                    | 30 076 000                                                              | Censo egipcio de 1966                                                   | Gobierno del presidente Gamal Abdel Nasser (1954-1970)                  |                                                                         |                                                                         |
| 10°                                                                     | 1976                                                                    | 36 626 000                                                              | Censo egipcio de 1976                                                   | Gobierno del presidente Anwar El-Sadat (1970-1981)                      |                                                                         |                                                                         |
| 11°                                                                     | 1986                                                                    | 48 205 049                                                              | Censo egipcio de 1986                                                   | Gobierno del presidente Hosni Mubarak (1981-2011)                       |                                                                         |                                                                         |
| 12°                                                                     | 1996                                                                    | 59 276 672                                                              | Censo egipcio de 1996                                                   | Gobierno del presidente Hosni Mubarak (1981-2011)                       |                                                                         |                                                                         |
| 13°                                                                     | 2006                                                                    | 72 798 031                                                              | Censo egipcio de 2006                                                   | Gobierno del presidente Hosni Mubarak (1981-2011)                       |                                                                         |                                                                         |
| 14°                                                                     | 2017                                                                    | 94 798 827                                                              | Censo egipcio de 2017                                                   | Gobierno del mariscal Abdelfatah El-Sisi (2014-presente)                |                                                                         |                                                                         |
| -                                                                       | 2022                                                                    | 103 011 914                                                             | Estimaciones CAPMAS                                                     |                                                                         |                                                                         |                                                                         |